# Сліпачок степовий
Сліпачок степови́й, або сліпунець звичайний, або сліпушок (Ellobius talpinus Pall.) — гризун роду сліпачок (Ellobius) з родини щурових (Arvicolidae); високо спеціалізований землерий-фітофаг.

## Систематика
Ellobius talpinus — один з п'яти видів роду Ellobius. У сучасних класифікаціях сліпачків виокремлюють у трибу Ellobiusini, яка розглядається як найдавніша група сучасних Щурових (Arvicolidae), що зберегла певний рівень схожості з родиною Хом'якових (нерідко ці дві родини об'єднують в одну, і сліпачків розглядають як проміжну еволюційну групу).

## Морфологія

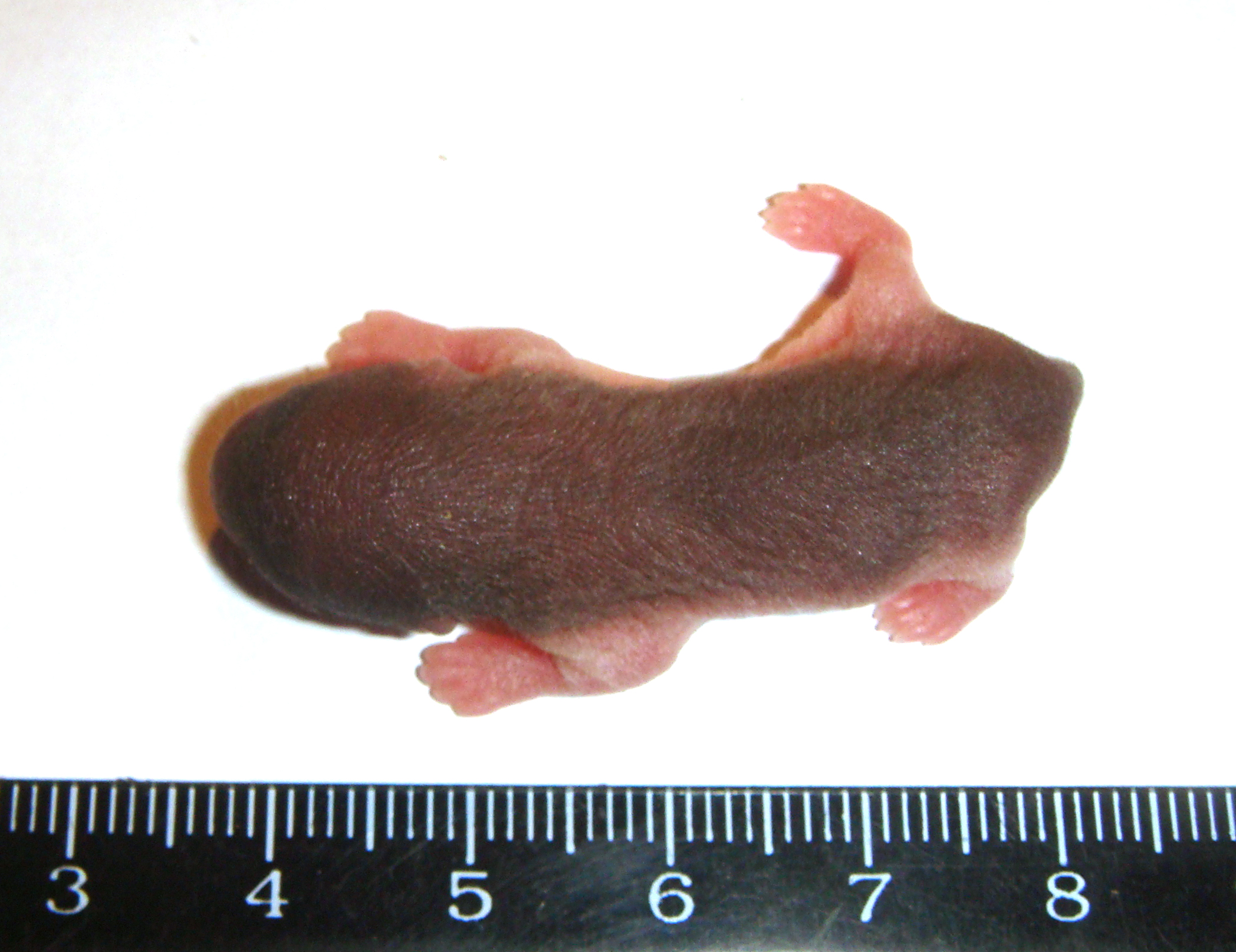
Сліпачок у віці трьох днів

Дрібний гризун з низкою ознак, що свідчать про підземний спосіб життя. Довжина тіла до 15 см, хвоста — до 1,5 см. Вуха зовні непомітні, очі малі. Забарвлення буро-вохристе, голова забарвлена помітно темніше за тіло.

## Поширення

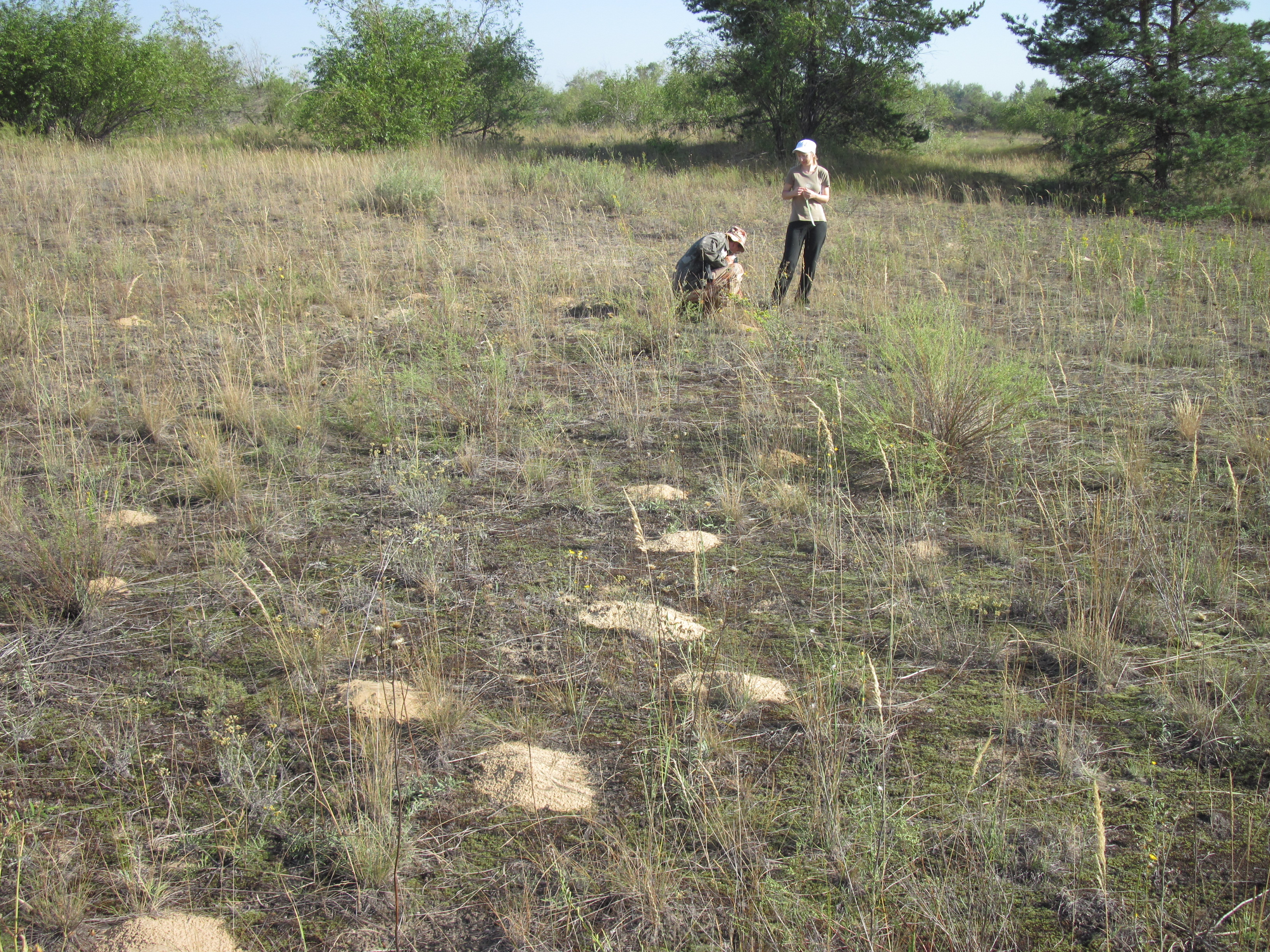
Дослідження колоній сліпушка (Трьохізбенський степ, 2010 р.)

В Україні проходять західні межі видового ареалу, який роздрібнений тут на кілька фрагментів. Поширений у степах Лівобережжя (на півн. до Павлограду та Луганська), у Приазов'ї та степовому Криму, в півд. частинах степів Правобережжя (у межах Дніпропетровської та Миколаївської області). Риє складні нори, що формують мережу підземних галерей. У працях останніх десятиліть цей вид однозначно вказували лише для фауни Криму (Товпинець, 1994), проте тепер є однозначні свідчення про сучасну присутність сліпунця у складі фауни Придінців'я та фауни Нижнього Подніпров'я.

## Екологія
Місця оселення легко виявляються за своєрідними земляними викидами діаметром до 40 см, часто характерної півмісячної форми. Живляться підземними частинами рослин. Легко утримуються в неволі. З 2009 року вид отримав охоронний статус і внесений до Червоної книги України.